# Mite Kremnitz
Marie Charlotte von Bardeleben (Greifswald, 1852-Berlín, 1916) fue una escritora, traductora y publicista alemana instalada durante un tiempo en Rumanía.

## Biografía
Nacida en la localidad alemana de Greifswald el 4 de enero de 1852, llegó a Rumania en 1875. Contrajo matrimonio en 1873 con el doctor Wilhelm Kremnitz. Publicó: Rümânische Skizzen (1877), Neue Rümânische Skizzen (1881), Rümânische Märchen (1882); en colaboración con Carmen Sylva (seudónimo de la reina de Rumania), Rümânische Dichtungen (1885); bajo el seudónimo «Georges Allan» Fluch der Liebe (1881), Aus der rămänische Gesellschaft (1881), Ein Fürstenkind (1882), bajo el seudónimo «Dito şi Item», también en colaboración con la reina Aus zwei Welten (1886), Astra, Anna Boleyn, Feldport. Traductora y novelista, falleció el día 18 de julio de 1916 en Berlín.